# Мајур (Хрватска)
Мајур (до 1991. Костајнички Мајур) је насељено место и средиште општине у Банији, у саставу Сисачко-мославачке жупаније, Хрватска.

## Историја
Мајур се од 1991. до августа 1995. године налазио у Републици Српској Крајини. До нове територијалне организације у Хрватској место се налазило у саставу бивше општине Костајница.

## Становништво

### Попис 2011.
На попису становништва 2011. године, општина Мајур је имала 1.185 становника, од чега у самом Мајуру 324.
| година пописа | укупно | Хрвати       | Срби         | остали     |
| ------------- | ------ | ------------ | ------------ | ---------- |
| 2011.         | 1.185  | 830 (70,04%) | 323 (27,26%) | 32 (2,68%) |

### Попис 2001.
По попису из 2001. године, општина Мајур је имала 1.490 становника, од тога је у самом Мајуру живело 372 становника.
До нове територијалне организације у Хрватској, општина Мајур се налазила у саставу бивше велике општине Костајница.
Национални састав општине Мајур, по попису из 1991. године је био следећи:
| година пописа | укупно | Срби           | Хрвати         | Југословени | остали     |
| ------------- | ------ | -------------- | -------------- | ----------- | ---------- |
| 1991.         | 2.555  | 1.381 (54,05%) | 1.036 (40,54%) | 72 (2,81%)  | 66 (2,58%) |

## Попис 1991.
На попису становништва 1991. године, насељено место Костајнички Мајур је имало 532 становника, следећег националног састава:
| Попис 1991.‍  | Попис 1991.‍  | Попис 1991.‍ | Попис 1991.‍ | Попис 1991.‍ |
| ------------ | ------------ | ----------- | ----------- | ----------- |
|              |              |             |             |             |
| Хрвати       | Хрвати       |             | 457         | 85,90%      |
| Срби         | Срби         |             | 50          | 9,39%       |
| Југословени  | Југословени  |             | 9           | 1,69%       |
| Муслимани    | Муслимани    |             | 5           | 0,93%       |
| Мађари       | Мађари       |             | 1           | 0,18%       |
| Македонци    | Македонци    |             | 1           | 0,18%       |
| Украјинци    | Украјинци    |             | 1           | 0,18%       |
| неопредељени | неопредељени |             | 1           | 0,18%       |
| непознато    | непознато    |             | 7           | 1,31%       |
| укупно: 532  |              |             |             |             |